# استفان لمبزی
استفان لمبزی (انگلیسی: Stéphane Lambese؛ زادهٔ ۱۰ مهٔ ۱۹۹۵) بازیکن فوتبال اهل هائیتی است.
از باشگاه‌هایی که در آن بازی کرده‌است می‌توان به اشاره کرد.
وی همچنین در تیم‌های ملی فوتبال France national under-16 football team, Haiti national under-20 football team، و هائیتی بازی کرده‌است.